# Clathurella salarium
Clathurella salarium is een slakkensoort uit de familie van de Clathurellidae. De wetenschappelijke naam van de soort is voor het eerst geldig gepubliceerd in 1897 door P. Fischer in Locard.